# Shuswap Lake
Shuswap Lake (udtales /ˈʃuːʃwɑːp/) er en sø beliggende i det sydlige indre af British Columbia, Canada, der dræner via Little Shuswap River ud i Little Shuswap Lake. Little Shuswap Lake er kilden til South Thompson River, en gren af Thompson River, en biflod til Fraser River. Søen befinder sig i hjertet af en region kendt som Columbia Shuswap eller "the Shuswap", der kendt for sine rekreative søsamfund, herunder byen Salmon Arm. Navnet "Shuswap", som er afledt af Shuswap eller Secwepemc, betegner en stamme af et oprindeligt canadisk folk, det nordligste af Salishfolkene, hvis territorium omfatter Shuswap. Shuswap kalder sig selv /ʃǝxwépmǝx/ på deres eget sprog, som kaldes /ʃǝxwepmǝxtʃín/.

## Geografi
Det centrale indre plateau i British Columbia er drænet af Fraser- og Okanagan-floderne og er en del af Shuswap jordskorpen i British Columbia og den nordlige del af Washington stat. Den gennemskæres af adskillige aflange søbassiner, som er dannet gennem gletsjeres overuddybning på samme måde som kystnære fjorde er opstået.
Shuswap Lake består af fire flodarme, der danner en form, der minder om bogstavet H. De fire arme hedder Salmon Arm (sydvest), Shuswap Arm (vest), Anstey Arm (nordøst) og Seymour Arm (nord). Shuswap Lake forbinder sig med Little Shuswap Lake via Little River, som løber fra enden af Shuswap Lake.
Mod nordvest fødes Shuswap Lake af Adams River, som dræner Adams Lake. Laksearmen fra Shuswap-søen forbinder til Mara-søen ved Sicamous-kanalen. Shuswap River forbinder via Mara Lake. I sydvest løber Salmon River ud i søen ved Salmon Arm. Eagle River løber ned fra Eagle Pass i Monashees for at komme ind i søen ved Sicamous, i øst. Seymour River munder ud i den nordlige ende af Seymour Arm. Ud over disse floder leder adskillige åer vand ud i søen, inklusive Scotch Creek, som løber sydpå til den nordlige bred af hovedarmen, nær samfundet af samme navn.